# ديريك موردوك
ديريك موردوك (بالإنجليزية: Derrick Murdock)‏ هو منتج أسطوانات وملحن أمريكي، ولد في 13 ديسمبر 1957 في فيلادلفيا في الولايات المتحدة.

## وصلات خارجية
- ديريك موردوك على موقع IMDb (الإنجليزية)